# Ixalidium transiens
Ixalidium transiens är en insektsart som beskrevs av Willy Adolf Theodor Ramme 1929. Ixalidium transiens ingår i släktet Ixalidium och familjen gräshoppor. Inga underarter finns listade i Catalogue of Life.